# 翠屏街道 (达州市)
翠屏街道，原为南外镇，是中华人民共和国四川省达州市达川区下辖的一个乡镇级行政单位。南外镇地域清至民国初属清风乡，民国末年置南外乡，1958年改公社，1984年改乡，1988年3月，南外镇撤乡建镇，原属达州市通川区的五个乡镇之一。1992年10月，市、县部分行政区划调整，南外镇划归达县管辖。2013年7月，达县撤县建市辖达川区，翠屏街道划归达川区管辖。
2012年2月，经四川省人民政府批准，达县撤销南外镇建制，设置三里坪、翠屏街道办事处，分别驻三里坪、民乐街555号。三里坪街道办事处辖原南外镇的梧桐梁等5个社区和三里坪等6个村所属行政区域，翠屏街道办事处辖原南外镇的草街子等6个社区和杨柳等8个村所属行政区域。
2019年12月，将翠屏街道叶家湾社区、骑龙社区、杨柳社区所属行政区域划归杨柳街道管辖。

## 行政区划
翠屏街道下辖以下地区：
草街子社区、梧桐梁社区、叶家湾社区、花溪社区、金华社区、新南社区、曹家梁社区、四合社区、新桥社区、店子梁社区、南坝社区、新桥村、杨柳村、堰坝村、石河村、蔡坪村、长田村、临江村、火烽山村、亚云村、三里坪村、板凳山村、高岩村、七里沟村、千丘村和雷音铺村。